# Tana (řeka v Norsku)
Tana (finsky Tenojoki, severosámsky Deatnu, norsky Tanaelva) je řeka na severu Skandinávského poloostrova. Převážnou část toku (285 km) tvoří státní hranici mezi Finskem (Laponsko) a Norskem (Finnmark), jen dolní část toku se nachází v Norsku. Je 360 km dlouhá (včetně pramenného toku Karasjoki). Rozloha povodí činí 16 000 km².

## Průběh toku
Ústí do fjordu Tana Barentsova moře.

## Vodní stav
K nejvyšším průtokům dochází na přelomu jara a léta. Průměrný roční průtok vody na dolním toku činí 149 m³/s. Zamrzá v říjnu a rozmrzá na konci května.

## Využití
Vodní doprava je možná od města Ulasula (Finsko). Na řece dále leží město Seida (Norsko).